# Кумсой
Кумсой (тадж. Қумсой, рус. Кумсой) — посёлок в составе джамоата Суджин. Пенджикентского района Согдийской области в Таджикистане.
Большинство населения составляют таджики. Преобладающая религия — ислам, преимущественно суннизм.